# Euglossa bazinga
Az Euglossa bazinga (vagyis: Bazinga méh) az Euglossini nemzetség egyik faja, melyet 2012-ben fedeztek fel Brazíliában. Nevét az Agymenők amerikai tévésorozat egyik karakterének, Sheldon Coopernek szavajárásáról, a Bazinga! felkiáltásról kapta. Az élőhelyének csökkenésével fenyegetett méhet eredetileg tévesen, Euglossa ignitaként azonosították be.

## Rendszerezés és elnevezés
Az Euglossa bazinga egyike az Euglossini nemzetséghez tartozó Euglossa nem közel 130 fajának. A fajt eleinte tévesen Euglossa ignitanak (Smith, 1874.) hitték. André Nemésio (Universidade Federal de Uberlândia) és Rafael R. Ferrari (Minas Gerais-i Szövetségi Egyetem) brazil biológusok különálló fajként azonosították, felfedezésüket pedig 2012 decemberében a Zootaxa szaklapban közölték. A felfedezett fajt az Agymenők egyik főhősének, Sheldon Coopernek (akit Jim Parsons alakít) szavajárása után nevezték el. Nemésio így nyilatkozott a névválasztásról: „Sheldon Cooper kedvenc képregényes felkiáltása a bazinga, melyet akkor használ, amikor megtréfál valakit. Ezt azért választottuk, mert jól jellemzi a fajt. Az Euglossa bazinga megtréfált minket egy ideig, mivel hasonló az E. ignitahoz, ami rávezetett minket a bazinga megnevezésre.” A névválasztás iróniája, hogy a sorozatbeli karakter allergiás a méhekre.

## Elterjedése és élőhelye
Az E. bazinga Mato Grosso központi és északi vidékein azonosították. Nemén belül egyike azon kevés fajnak, amelyek a Cerrado területén, szavannai ökoszisztémában is előfordulnak.

## Alaktan és azonosítás
A faj az Euglossa nem Glossura alnemének legkisebbikének számít, de testhosszához viszonyítva a legnagyobb a nyelve.

## Fordítás
- Ez a szócikk részben vagy egészben  az   Euglossa bazinga című angol Wikipédia-szócikk ezen változatának fordításán alapul.  Az eredeti cikk szerkesztőit annak laptörténete sorolja fel. Ez a jelzés csupán a megfogalmazás eredetét és a szerzői jogokat jelzi, nem szolgál a cikkben szereplő információk forrásmegjelöléseként.